# Gian Vincenzo Gonzaga
Gian Vincenzo Gonzaga (Palermo, 8 dicembre 1540 – Roma, 23 dicembre 1591) è stato un cardinale e nobile italiano.

## Biografia
Fu il sesto figlio di Ferrante I Gonzaga, signore di Guastalla, e di Isabella di Capua.
Prima di ricevere la nomina a cardinale fu priore di Barletta e cavaliere dell'Ordine di Malta. Quest'ultima nomina gli venne conferita già all'età di due anni nel febbraio del 1547.
Venne chiamato dal duca Guglielmo Gonzaga per assisterlo nel governo del ducato.
Partecipò al conclave del 1585 che elesse il papa Sisto V, a quello del 1590 che elesse Urbano VII e a quello che nel 1591 elesse Innocenzo IX.
Fu proprietario della Villa Falconieri a Frascati, vendutagli nel 1587 da Mario Santi di Santafiori, che Gian Vincenzo ampliò, fino al 1603 e nel 1591 di Palazzo Ruspoli a Roma.
Morì a Roma nel 1591 e venne sepolto nella Basilica di San Lorenzo in Lucina.

## Ascendenza
|                       |                   |                            | Genitori                         |  |  | Nonni |  |  | Bisnonni           |  |  | Trisnonni           |  |
|                       |                   |                            |                                  |  |  |       |  |  | Federico I Gonzaga |  |  | Ludovico II Gonzaga |  |
|                       |                   |                            |                                  |  |  |       |  |  | Federico I Gonzaga |  |  | Ludovico II Gonzaga |  |
|                       |                   | Barbara di Brandeburgo     |                                  |  |  |       |  |  | Federico I Gonzaga |  |  |                     |  |
| Francesco II Gonzaga  |                   |                            |                                  |  |  |       |  |  | Federico I Gonzaga |  |  |                     |  |
|                       |                   | Margherita di Baviera      | Alberto III di Baviera           |  |  |       |  |  |                    |  |  |                     |  |
|                       |                   | Margherita di Baviera      | Alberto III di Baviera           |  |  |       |  |  |                    |  |  |                     |  |
|                       |                   | Margherita di Baviera      | Anna di Braunschweig-Grubenhagen |  |  |       |  |  |                    |  |  |                     |  |
| Ferrante I Gonzaga    |                   | Margherita di Baviera      |                                  |  |  |       |  |  |                    |  |  |                     |  |
|                       |                   | Ercole I d'Este            | Niccolò III d'Este               |  |  |       |  |  |                    |  |  |                     |  |
|                       |                   | Ercole I d'Este            | Niccolò III d'Este               |  |  |       |  |  |                    |  |  |                     |  |
|                       |                   | Ercole I d'Este            | Ricciarda di Saluzzo             |  |  |       |  |  |                    |  |  |                     |  |
| Isabella d'Este       |                   | Ercole I d'Este            |                                  |  |  |       |  |  |                    |  |  |                     |  |
|                       |                   | Eleonora d'Aragona         | Ferdinando I di Napoli           |  |  |       |  |  |                    |  |  |                     |  |
|                       |                   | Eleonora d'Aragona         | Ferdinando I di Napoli           |  |  |       |  |  |                    |  |  |                     |  |
|                       |                   | Eleonora d'Aragona         | Isabella di Chiaromonte          |  |  |       |  |  |                    |  |  |                     |  |
| Cesare I Gonzaga      |                   | Eleonora d'Aragona         |                                  |  |  |       |  |  |                    |  |  |                     |  |
|                       | Andrea I di Capua | Francesco di Capua         |                                  |  |  |       |  |  |                    |  |  |                     |  |
|                       | Andrea I di Capua | Francesco di Capua         |                                  |  |  |       |  |  |                    |  |  |                     |  |
|                       | Andrea I di Capua | Elisabetta Conti           |                                  |  |  |       |  |  |                    |  |  |                     |  |
| Ferdinando I di Capua | Andrea I di Capua |                            |                                  |  |  |       |  |  |                    |  |  |                     |  |
|                       |                   | Maria d’Ayerbe d’Aragona   | Sancio d’Ayerbe d’Aragona        |  |  |       |  |  |                    |  |  |                     |  |
|                       |                   | Maria d’Ayerbe d’Aragona   | Sancio d’Ayerbe d’Aragona        |  |  |       |  |  |                    |  |  |                     |  |
|                       |                   | Maria d’Ayerbe d’Aragona   | Bianca Sanz                      |  |  |       |  |  |                    |  |  |                     |  |
| Isabella di Capua     |                   | Maria d’Ayerbe d’Aragona   |                                  |  |  |       |  |  |                    |  |  |                     |  |
|                       |                   | Giovan Francesco del Balzo | Raimondo del Balzo               |  |  |       |  |  |                    |  |  |                     |  |
|                       |                   | Giovan Francesco del Balzo | Raimondo del Balzo               |  |  |       |  |  |                    |  |  |                     |  |
|                       |                   | Giovan Francesco del Balzo | Antonia de Corretis              |  |  |       |  |  |                    |  |  |                     |  |
| Antonicca del Balzo   |                   | Giovan Francesco del Balzo |                                  |  |  |       |  |  |                    |  |  |                     |  |
|                       |                   | Margherita del Balzo       | Angilberto del Balzo             |  |  |       |  |  |                    |  |  |                     |  |
|                       |                   | Margherita del Balzo       | Angilberto del Balzo             |  |  |       |  |  |                    |  |  |                     |  |
|                       |                   | Margherita del Balzo       | Maria Conquesta Orsini del Balzo |  |  |       |  |  |                    |  |  |                     |  |
|                       |                   | Margherita del Balzo       |                                  |  |  |       |  |  |                    |  |  |                     |  |

## Stemma
| Immagine | Blasonatura |
| -------- | --- |
| \| \|    | Cardinale Stemma della famiglia Gonzaga di Guastalla. Lo scudo, accollato a una croce astile patriarcale d'oro, posta in palo, è timbrato da un cappello con cordoni e nappe di rosso. Le nappe, in numero di trenta, sono disposte quindici per parte, in cinque ordini di 1, 2, 3, 4, 5 Motto:Sic imortalis sum |

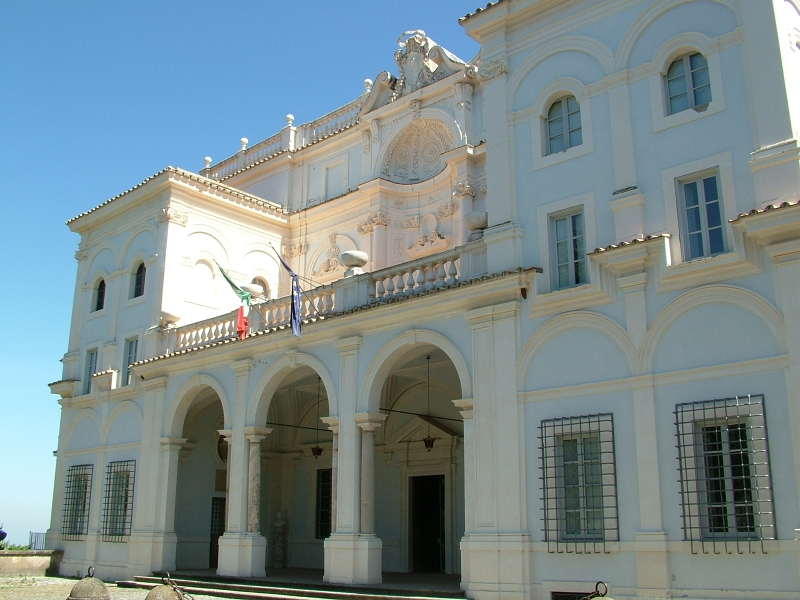
Frascati, Villa Falconieri

|          | |